# Piotr Jaenichen
Piotr Jaenichen, inne formy nazwiska: Jaenichius (ur. 7 stycznia 1679 w Fürstenbergu na Łużycach Dolnych, zm. 13 lutego 1738 w Toruniu) – uczony toruński, rektor Gimnazjum Akademickiego w Toruniu.

## Życiorys
Piotr Jaenichen urodził się w Fürstenbergu jako syn i wnuk pastora. Był przede wszystkim człowiekiem wszechstronnie wykształconym. Uczęszczał początkowo do szkoły w Kostrzynie, następnie do gimnazjum „Zum Grauer Kloster” w Berlinie. W 1700 roku rozpoczął studia w Wittenberdze, gdzie oprócz teologii, zajął się filozofią oraz językami klasycznymi. Tytuł magistra filozofii uzyskał w 1702 roku, a potem wykładał jako adiunkt na Wydziale Filozoficznym. Chcąc poświęcić się pracy naukowej, odrzucił propozycję nauczania w Gimnazjum Akademickim w Gdańsku. 14 sierpnia 1706 r. otrzymał propozycję objęcia stanowiska rektora w Gimnazjum Akademickim w Toruniu, którą przyjął. W wygłoszonej niedługo po tym mowie De vinculo scientiarum sororio, Jeanichen nawiązywał do najnowszych tendencji myśli filozoficznej, powołując się na takie nazwiska, jak m.in. Kartezjusz, Leibniz, Malebranche, Grotius, Bayle czy Bacon. Powiedział wtedy, że ważne jest, aby „umysł zwolniony od uprzedzeń i przesądów, a nie zmącony żadnym przypływem afektów, oddał się całkiem poszukiwaniu prawdy”. Oprócz nowatorskich poglądów, Jaenichen był przywiązany do tradycji, czego dał wyraz ogłaszając swoje rozprawy po łacinie. Pełniąc funkcję rektora (1709-1738), doprowadził do podniesienia poziomu kształcenia w Gimnazjum i renomy szkoły. Za jego czasów w toruńskim Gimnazjum uczyło wielu wybitnych pedagogów m.in. Bogusław Ruttich, Efraim Oloff, Jan Daniel Hoffmann czy Jan Jerzy Schulz. Olbrzymią wagę przywiązywał Jaenichen do nauczania języka polskiego.

## Twórczość i działalność na rzecz nauki
Jego dorobek literacki oraz naukowy liczy ok. 30 pozycji. W swoich dysertacjach poruszył tematy religijne, teologiczne, filozoficzno-moralne, filologiczne, historyczne oraz geograficzne. Położył duże zasługi dla rozwoju kultury Torunia. W 1723 r. wydał monografię Notitia Bibliothecae Thoruniensis, w której opisał dokładnie historię biblioteki Gimnazjum Akademickiego i jej zawartość. Oprócz tego uporządkował ją, uzupełnił jej katalog systematyczny oraz stworzył spis należących do jej zbiorów rękopisów pergaminowych i papierowych. Rozpoczął też publikację rocznika naukowego toruńskiego Meletemata Thoruniensia, gdzie ukazywały się rozprawy grona profesorskiego, a także samego Jaenichena. W czasach sprawowania przez niego funkcji rektora, obserwuje się wzrost ruchu naukowego w Polsce oraz Prusach Królewskich. Piotr Jaenichen korespondował z wieloma uczonymi zagranicznymi m.in. Zachariaszem Konradem Uffenbachem oraz Janem Burhardem Menckenem. Promował dzieła wybitnych myślicieli nie tylko z Torunia, ale także z Gdańska czy Elbląga.